# Jessica Moore (tennis)
Pour les articles homonymes, voir Jessica Moore.
Jessica Moore, née le 16 août 1990 à Perth, est une ancienne joueuse de tennis australienne.
Elle a remporté deux des cinq finales qu'elle a disputées en double dames sur le circuit WTA.

## Carrière
Sur le circuit ITF, elle possède quatre titres en simple et 22 en double.
En dehors du circuit professionnel, elle a notamment remporté la médaille d'argent des Jeux du Commonwealth en 2010 en double dames.
En 2016, elle remporte avec la Thaïlandaise Varatchaya Wongteanchai son premier titre en double sur le circuit WTA au tournoi de Bucarest.

## Palmarès

### Titres en double dames
| No | Date       | Nom et lieu du tournoi   | Catégorie | Dotation  | Surface      | Partenaire              | Finalistes                        | Score            |          |
| -- | ---------- | ------------------------ | --------- | --------- | ------------ | ----------------------- | --------------------------------- | ---------------- | -------- |
| 1  | 11-07-2016 | Bucharest Open Bucarest  | Intern'l  | 250 000 $ | Terre (ext.) | Varatchaya Wongteanchai | Alexandra Cadanțu Katarzyna Piter | 6-3, 7-65        | Parcours |
| 2  | 17-09-2018 | Guangzhou Open Guangzhou | Intern'l  | 226 750 $ | Dur (ext.)   | Monique Adamczak        | Danka Kovinić Vera Lapko          | 4-6, 7-5, [10-4] | Parcours |

### Finales en double dames
| No | Date       | Nom et lieu du tournoi        | Catégorie | Dotation  | Surface    | Vainqueures                     | Partenaire              | Score            |          |
| -- | ---------- | ----------------------------- | --------- | --------- | ---------- | ------------------------------- | ----------------------- | ---------------- | -------- |
| 1  | 28-02-2011 | Malaysian Open Kuala Lumpur   | Intern'l  | 220 000 $ | Dur (ext.) | Dinara Safina Galina Voskoboeva | Noppawan Lertcheewakarn | 7-5, 2-6, [10-5] | Parcours |
| 2  | 08-10-2018 | Tianjin Open Tianjin          | Intern'l  | 426 750 $ | Dur (ext.) | Nicole Melichar Květa Peschke   | Monique Adamczak        | 6-4, 6-2         | Parcours |
| 3  | 01-04-2019 | Abierto GNP Seguros Monterrey | Intern'l  | 226 750 $ | Dur (ext.) | Asia Muhammad Maria Sanchez     | Monique Adamczak        | 7-62, 6-4        | Parcours |

## Parcours en Grand Chelem

### En simple dames
| Année | Open d'Australie | Open d'Australie    | Internationaux de France | Internationaux de France | Wimbledon | Wimbledon | US Open         | US Open         |
| ----- | ---------------- | ------------------- | ------------------------ | ------------------------ | --------- | --------- | --------------- | --------------- |
| 2007  | 1er tour (1/64)  | Svetlana Kuznetsova | —                        | —                        | —         | —         | 1er tour (1/64) | Lucie Šafářová  |
| 2008  | 2e tour (1/32)   | Shahar Peer         | —                        | —                        | —         | —         | 2e tour (1/32)  | A.-L. Grönefeld |
| 2009  | 2e tour (1/32)   | Flavia Pennetta     | —                        | —                        | —         | —         | —               | —               |

N.B. : à droite du résultat se trouve le nom de l'ultime adversaire.

### En double dames
| Année | Open d'Australie                | Open d'Australie                      | Internationaux de France    | Internationaux de France | Wimbledon                      | Wimbledon                         | US Open                        | US Open                   |
| ----- | ------------------------------- | ------------------------------------- | --------------------------- | ------------------------ | ------------------------------ | --------------------------------- | ------------------------------ | ------------------------- |
| 2006  | 1er tour (1/32) Shayna McDowell | Jill Craybas Meilen Tu                | —                           | —                        | —                              | —                                 | —                              | —                         |
| 2007  | 1er tour (1/32) Casey Dellacqua | Vasilisa Bardina Alicja Rosolska      | —                           | —                        | —                              | —                                 | —                              | —                         |
| 2008  | 1er tour (1/32) Casey Dellacqua | Gabriela Navrátilová Klára Zakopalová | —                           | —                        | —                              | —                                 | —                              | —                         |
| 2009  | 1er tour (1/32) Sophie Ferguson | Jugić-Salkić Anne Keothavong          | —                           | —                        | —                              | —                                 | —                              | —                         |
| 2010  | 1er tour (1/32) Sophie Ferguson | Serena Williams Venus Williams        | —                           | —                        | —                              | —                                 | —                              | —                         |
| 2011  | 1er tour (1/32) D. Dominikovic  | Liezel Huber Nadia Petrova            | —                           | —                        | 1er tour (1/32) Lertcheewakarn | Angelique Kerber Christina McHale | —                              | —                         |
| 2012  | —                               | —                                     | —                           | —                        | —                              | —                                 | —                              | —                         |
| 2013  | 1er tour (1/32) Bojana Bobusic  | Nadia Petrova Katarina Srebotnik      | —                           | —                        | —                              | —                                 | —                              | —                         |
| 2014  | 1er tour (1/32) Azra Hadzic     | A.-L. Grönefeld Mirjana Lučić         | —                           | —                        | —                              | —                                 | —                              | —                         |
| 2015  | 1er tour (1/32) Abbie Myers     | Jarmila Gajdošová Ajla Tomljanović    | —                           | —                        | —                              | —                                 | —                              | —                         |
| 2016  | 2e tour (1/16) Storm Sanders    | S. Kuznetsova Roberta Vinci           | —                           | —                        | —                              | —                                 | —                              | —                         |
| 2017  | 1er tour (1/32) Storm Sanders   | Raquel Atawo Xu Yifan                 | —                           | —                        | 1er tour (1/32) Akiko Omae     | Catherine Bellis M. Vondroušová   | —                              | —                         |
| 2018  | 2e tour (1/16) Ellen Perez      | I.-C. Begu M. Niculescu               | —                           | —                        | 1er tour (1/32) D. Collins     | V. Kudermetova A. Sabalenka       | —                              | —                         |
| 2019  | 2e tour (1/16) M. Adamczak      | B. Krejčíková K. Siniaková            | 1er tour (1/32) M. Adamczak | K. Flipkens J. Larsson   | —                              | —                                 | 1er tour (1/32) Giuliana Olmos | Tímea Babos K. Mladenovic |
| 2020  | 1er tour (1/32) Astra Sharma    | Ashleigh Barty Julia Görges           |                             |                          | Annulé                         | Annulé                            |                                |                           |

N.B. : le nom du ou de la partenaire se trouve sous le résultat ; le nom des ultimes adversaires se trouve à droite.

### En double mixte
| Année | Open d'Australie             | Open d'Australie            | Internationaux de France  | Internationaux de France | Wimbledon | Wimbledon | US Open | US Open |
| ----- | ---------------------------- | --------------------------- | ------------------------- | ------------------------ | --------- | --------- | ------- | ------- |
| 2008  | 2e tour (1/8) Greg Jones     | Cara Black Paul Hanley      | —                         | —                        | —         | —         | —       | —       |
| 2009  | 1er tour (1/16) Carsten Ball | A. Rodionova Stephen Huss   | —                         | —                        | —         | —         | —       | —       |
| 2016  | 1er tour (1/16) Marc Polmans | Bethanie Mattek Bob Bryan   | —                         | —                        | —         | —         | —       | —       |
| 2017  | —                            | —                           | 1er tour (1/16) Matt Reid | G. Dabrowski R. Bopanna  | —         | —         | —       | —       |
| 2019  | 2e tour (1/8) A. Whittington | M. J. Martínez Neal Skupski | —                         | —                        | —         | —         | —       | —       |
| 2020  | 2e tour (1/8) M. Ebden       | G. Dabrowski Henri Kontinen |                           |                          | Annulé    | Annulé    | Annulé  | Annulé  |

N.B. : le nom du ou de la partenaire se trouve sous le résultat ; le nom des ultimes adversaires se trouve à droite.

## Classements WTA en fin de saison
| Année          | 2006 | 2007 | 2008 | 2009 | 2010 | 2011 | 2012 | 2013 | 2014 | 2015 | 2016 | 2017 | 2018 |
| Rang en simple | 985  | 372  | 140  | 244  | 250  | 412  | 414  | 470  | 409  | 292  | 400  | 427  | 990  |
| Rang en double | -    | 408  | 304  | 343  | 199  | 117  | 332  | 284  | 234  | 139  | 92   | 105  | 70   |

Source : (en) Classements de Jessica Moore sur le site officiel de la Fédération internationale de tennis